# Grottes de Yulin
Les grottes de Yulin (chinois : 榆林窟 ; pinyin : yúlín kū), sont des grottes situées sur le Xian de Guazhou, dans la province du Gansu, en République populaire de Chine. Elles sont au sud-est des grottes de Mogao. Deux de ces grottes sont accessibles à la visite virtuelle.
Elles contiennent, comme les grottes de Mogao, situées non loin de là, à Dunhuang, des peintures sur des thèmes historiques et bouddhiques.

## Des peintures exceptionnelles
Il y a 41 grottes majeures et des centaines d'autres éparpillées. Parmi elles, la grotte 25 est la mieux conservée. Les peintures murales de ces grottes qui consistent en d'immenses peintures au trait, dont des images de Bouddha, révèlent l'art très développé de la peinture sous la dynastie Tang il y a plus de 1300 ans. Les peintures au trait sur les murs sud et nord de la grotte 25 sont particulièrement spectaculaires. Ces dessins relevés de couleurs sont très rares. Le précieux Bouddha en ivoire qui est  maintenant conservé au musée du Palais de Pékin est resté dans les grottes de Yulin pendant plus de mille ans.
Les peintures murales des grottes de Yulin ont été réalisées au cours de la dynastie des Wei du Nord, puis au cours des dernières dynasties Tang, des Cinq Dynasties, des Song, des Xixia et des Yuan. Les peintures murales existantes couvrent plus de 5000 mètres carrés, et les sculptures se trouvent dans plus de 100 grottes de Yulin. Ces lieux ont été administrés par le comté de Dunhuang dans les temps anciens. Les grottes de Yulin sont en relation étroite avec les grottes de Mogao.
Bien qu'il existe de nombreuses statues à Yulin, ce n'est pas ce qui fait la valeur de ces chapelles bouddhiques. La valeur des grottes de Yulin se manifeste principalement dans la peinture murale. La grande diversité des peintures murales va des images de Bouddha et des bodhisattvas, à des histoires de grands bouddhistes et des apsara volant. Une grande variété d'animaux et de fleurs ont été soigneusement dépeints. La période concernée va de la dynastie Tang à la dynastie Yuan. Les 25 grottes de peintures murales Tang sont de véritables trésors.

## Galerie

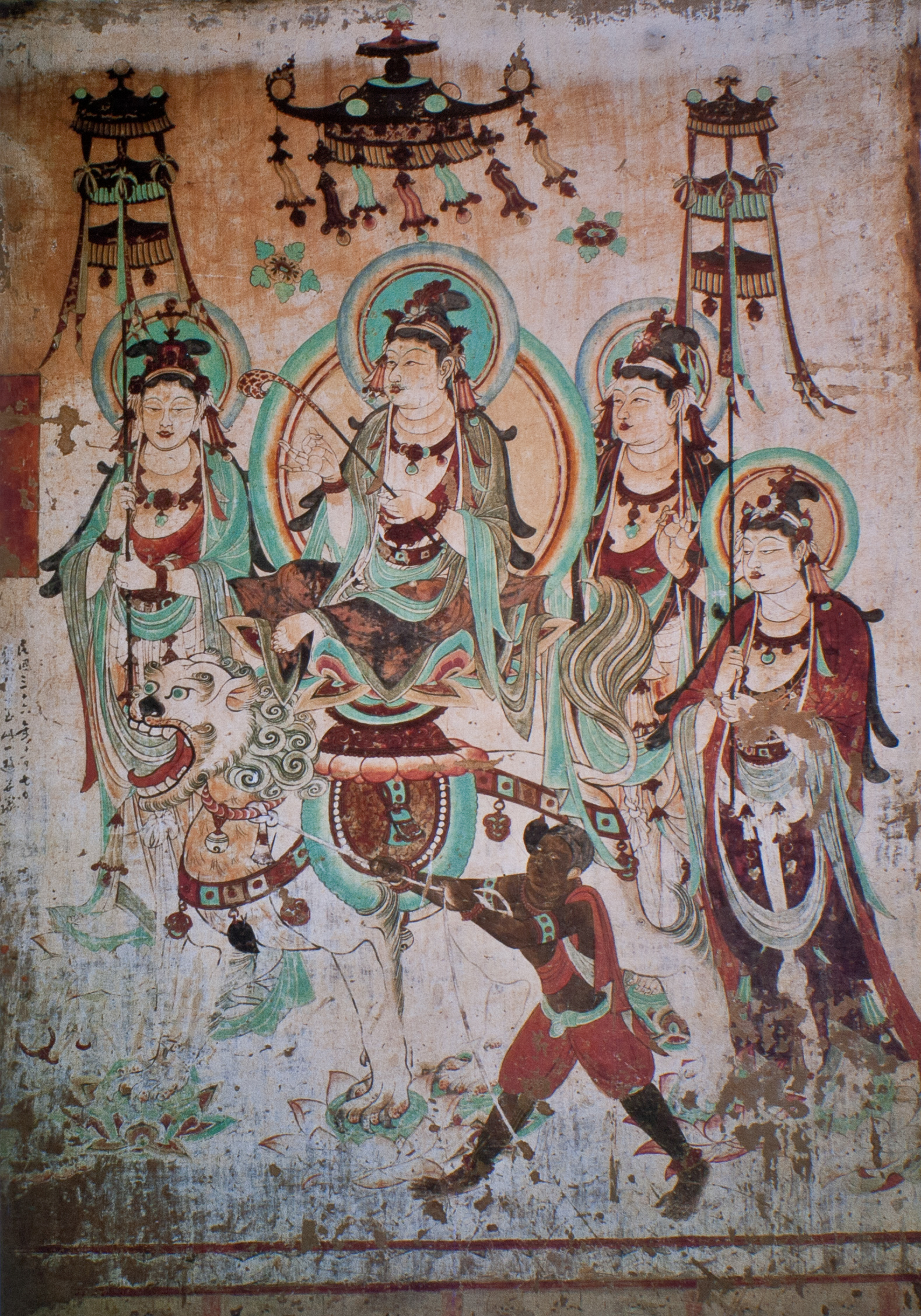
Le Bodhisattva Manjushri. Dynastie Tang (618-907). Grotte 25, paroi Ouest.
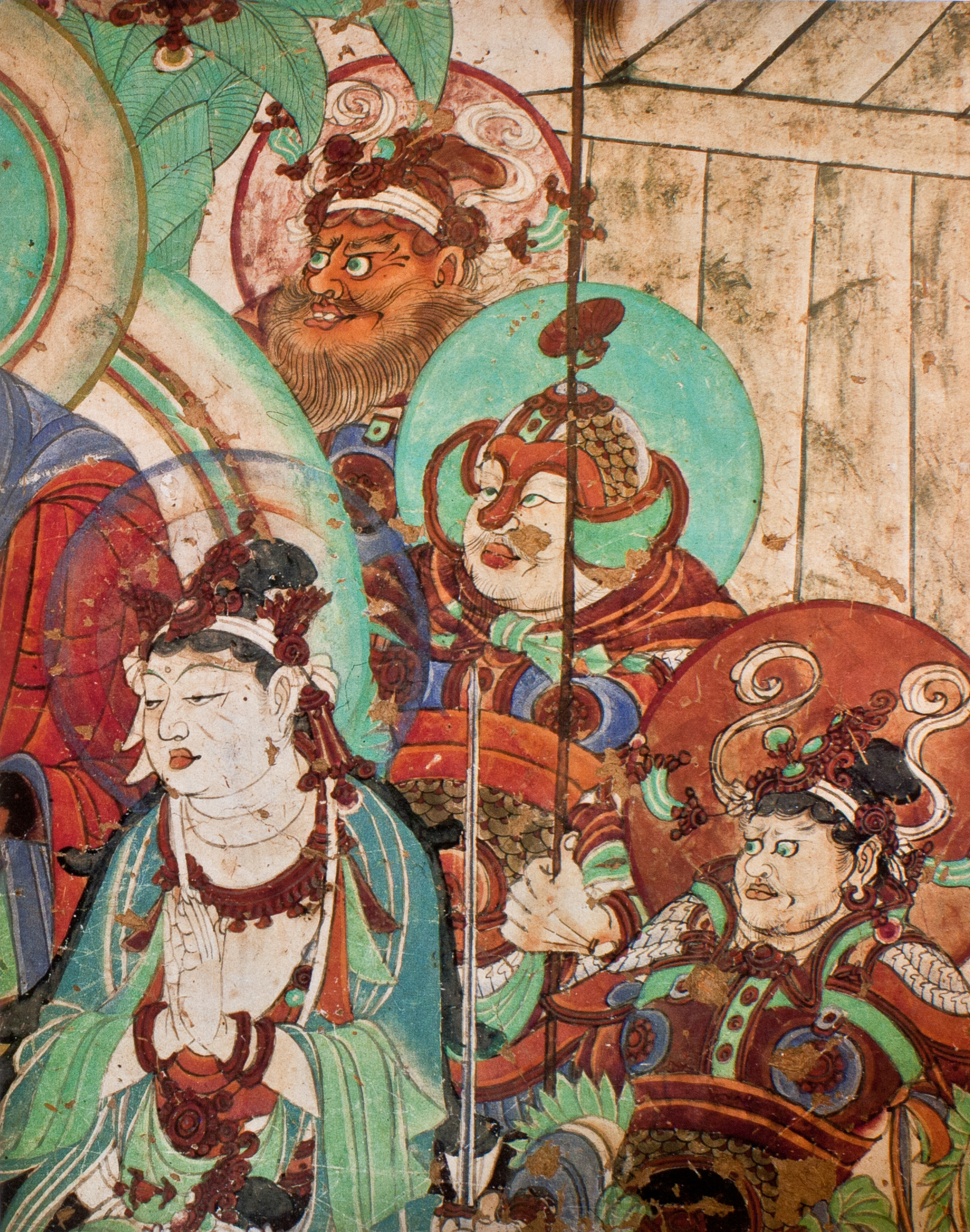
Sûtra de Maitreya. Dynastie Tang (618-907). Grotte 25, paroi Nord.
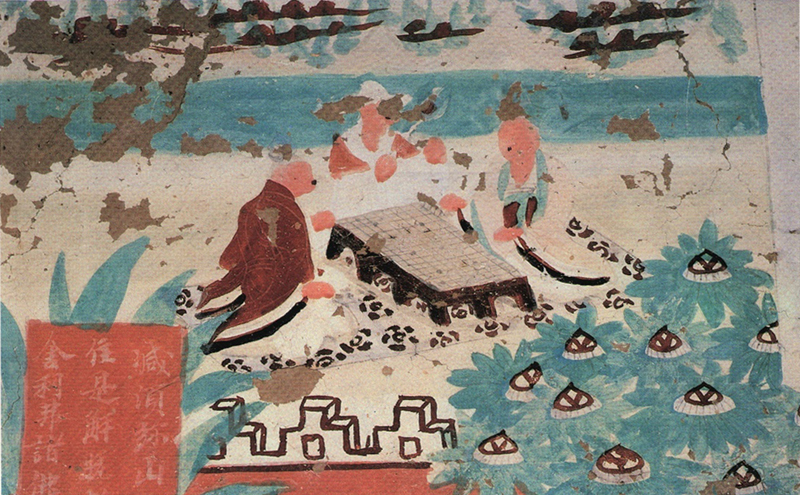
Joueurs de go. Cinq Dynasties (907 – 979). Grotte 32.
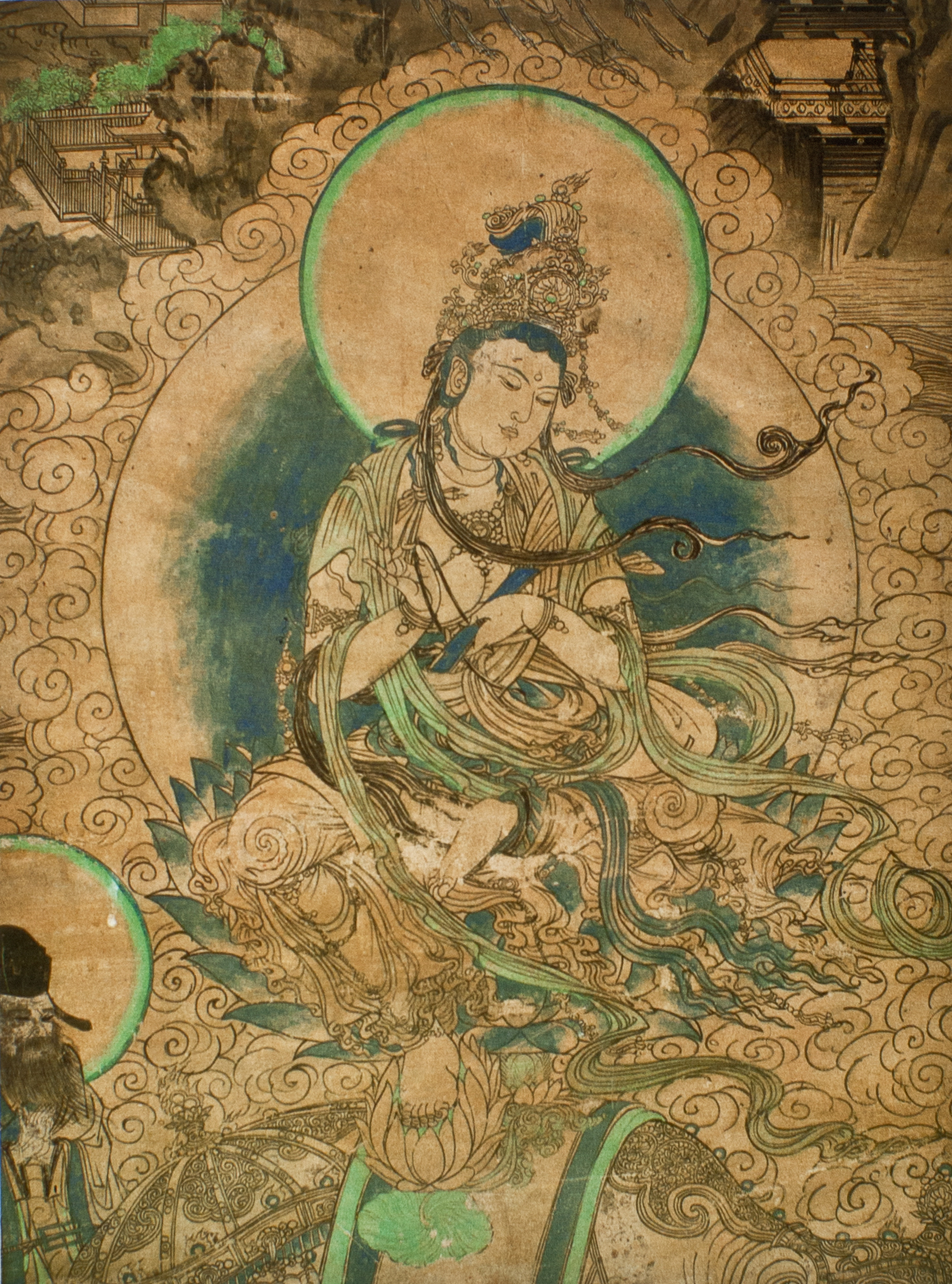
Le Bodhisattva Samantabhadra dans un paysage. Xia de l'Ouest (1032 à 1227). Grotte 3, paroi Ouest.
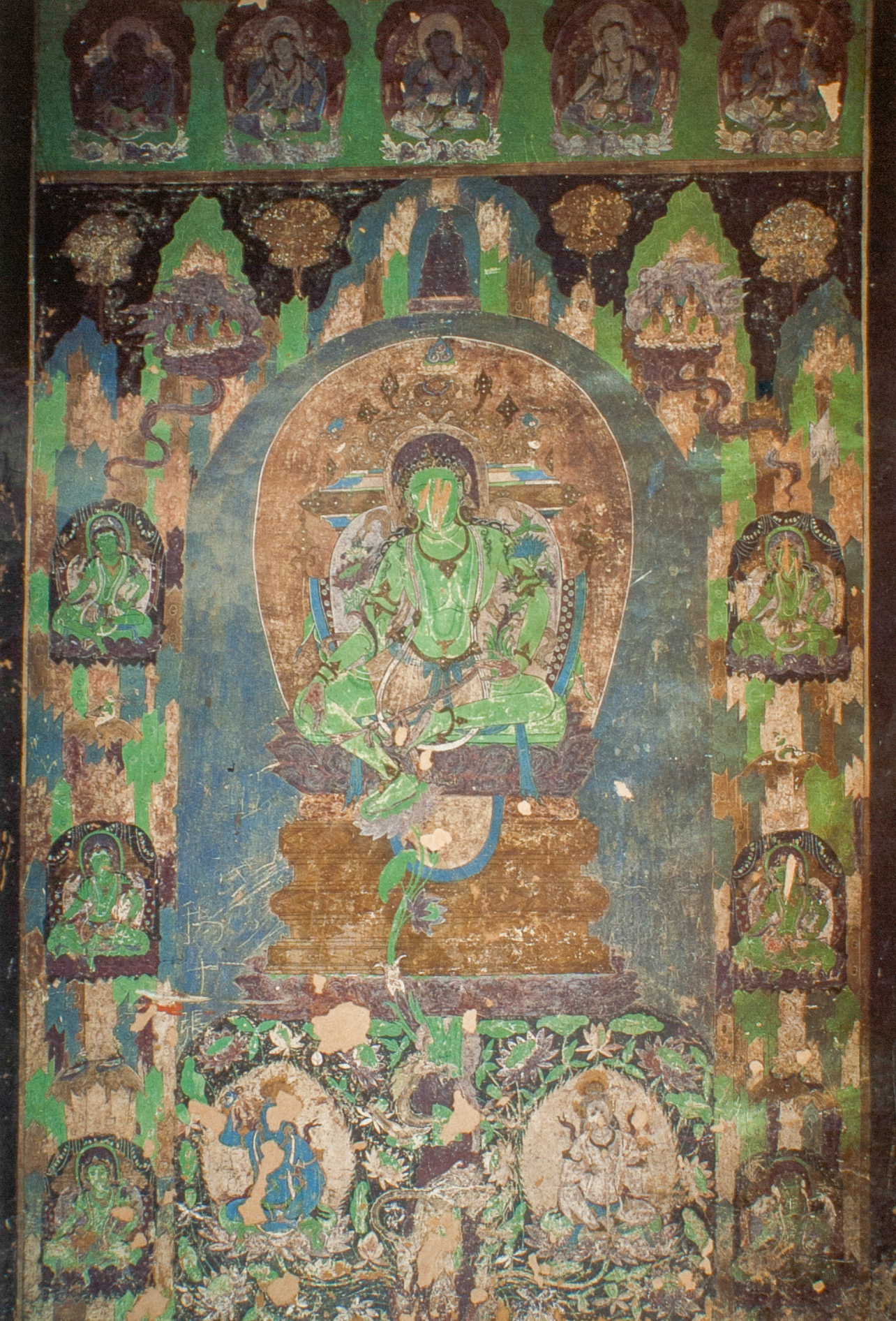
La bodhisattva Tara. Dynastie Yuan (1234/1279–1368). Grotte 4, paroi Nord.

## Informations pratiques
Heures d'ouverture :

Mai~octobre : 8 h 30~18 h 00
Novembre~avril : 9H00~17H30
Les grottes de Yulin sont à plus de 170 kilomètres de Dunhuang. L'état de la route permet un trajet direct en voiture. On peut s'y rendre en train ou en bus depuis Dunhuang jusqu'au comté de Guazhou, puis prendre un taxi.
Il n'y a pas de bus public à Yulin. Depuis la gare routière de Guangzhou pour louer une voiture coûte 160 RMB pour l'aller-retour. Le bus en gare routière de Guazhou à Dunhuang part à 15 h, 16 h, 17 h et 17 h 30.